# Goldener Ehrenring der Stadt Hof
Der Goldene Ehrenring der Stadt Hof ist ein Ehrenring, der Persönlichkeiten verliehen wird, die sich mit ihrem Lebenswerk und hohem Engagement für das Wohl und das Ansehen der Stadt Hof und ihrer Bürgerschaft eingesetzt haben. Er ist neben der Ehrenmedaille und der Goldenen Bürgermedaille eine von drei Auszeichnungen für besondere Verdienste um Wohl und Ansehen der Stadt. Der Goldene Ehrenring ist unabhängig von einer Ehrenbürgerschaft. Er kann an Menschen verliehen werden, die nicht in Hof leben oder gelebt haben.
Die Verleihung erfolgt auf Stadtratsbeschluss und besteht aus einem goldenen Siegelring, auf dem das Stadtwappen eingeprägt ist, und einer Urkunde.

## Träger des Ehrenrings
Bisher (2017) wurden folgende Persönlichkeiten mit dem Goldenen Ehrenring der Stadt Hof ausgezeichnet:
- 1962: Gerhard Hetz, Schwimmsportler[1]
- 1966: Dr. Herbert Kudlich
- 1968: Andreas Wittmann
- 1970: Erwin Graß, Architekt und Geschäftsführer der Hofer Baugenossenschaft
- 1971: Max Eichhorn
- 1977: Hans Hofner, Heimatforscher sowie Andreas Reichhold und Heinrich Hüttner
- 1978: Helmut Danner, evangelischer Landespfarrer
- 1979: Karl Bedal, Künstler und Heimatforscher sowie Dr. Maximilian Beisbart
- 1981: Heinz Badewitz,  Filmschaffender und Festivalleiter
- 1982: Roger Prevot, ehem. Stadtoberhaupt der Französischen Partnerstadt Villeneuve-la-Garenne
- 1985: Anna Lee Tingle Fisher, Astronautin
- 1988: Seppo Surakka, ehem. Stadtdirektor der Finnischen Partnerstadt Joensuu
- 1991: Paul Sörgel, Bankdirektor und Wirtschaftsförderer
- 2001: Georg Nagler, Gründungspräsident der Hochschule Hof
- 2009: Enoch zu Guttenberg, Dirigent[2]